# Xanthorhoe inamoena
Xanthorhoe inamoena là một loài bướm đêm trong họ Geometridae.